# Katsuyori Takeda
Katsuyori Takeda (jap. 武田 勝頼 Takeda Katsuyori) (ur. 1546, zm. 3 kwietnia 1582) – japoński daimyō żyjący w okresie Sengoku, syn i następca legendarnego dowódcy Shingena Takedy i córki Yorishige Suwa.
Katsuyori, pierwotnie znany jako Suwa Shirō Katsuyori (jap. 諏訪四郎勝頼), najpierw został głową klasy Suwa z siedzibą w zamku Takatō. Po śmierci jego starszego brata Yoshinobu Takedy syn Katsuyoriego, Nobukatsu, został wyznaczony na następnego przywódcę rodu Takeda, co w praktyce oznaczało wyniesienie Katsuyoriego na to stanowisko. Po śmierci Shingena przejął on kontrolę nad rodziną i walczył z Ieyasu Tokugawą pod Takatenjin w 1574 i pod Nagashino w 1575. Wygrał pierwszą z tych bitew, czym zdobył sobie poparcie rodu Takeda.
W 1581 roku Katsuyori utracił Takatenjin, co doprowadziło do wycofania poparcia ze strony takich rodów jak Kiso i Anayama. Armia rodu Takeda została rozgromiona przez połączone siły Nobunagi Ody i Ieyasu Tokugawy pod Temmokuzan. Po tej bitwie Katsuyori i jego syn Nobukatsu popełnili samobójstwo.